# 71-623
71-623 ist die Bezeichnung eines Straßenbahntriebwagens, der von der Ust-Katawer Waggonbaufabrik (UKVZ) in Ust-Kataw (Russland) gebaut wird und inoffiziell auch als KTM-23 (russisch КТМ-23) nach dem früheren Markennamen KTM des Herstellers bezeichnet wird.

## Geschichte
UKVZ hat in den 2000er Jahren eine neue modulare Straßenbahnplattform entwickelt, aus der verschiedene Versionen von Straßenbahnwagen gebaut werden können. Damit können sowohl als Einzeltriebwagen als auch Gelenkwagen gebaut werden, die wiederum als Einrichtungsfahrzeuge als auch als Zweirichtungsfahrzeuge angeboten werden können. Der erste auf der Plattform basierende Wagen war der Prototyp 71-630, ein Gelenkwagen, der 2006 ausgeliefert wurde und von 2008 bis 2010 bei der Straßenbahn Moskau im Einsatz war. Im Jahr 2007 begann die Entwicklung des vierachsigen Einrichtungswagens für Mosgotrans, den Betreiber des öffentlichen Nahverkehrs in Moskau.
Die ersten beiden Vorserienfahrzeuge wurden 2009 ausgeliefert und sollten in Moskau und Sankt Petersburg getestet werden. Beide Betriebe weigerten sich jedoch, die Fahrzeuge abzunehmen, wobei Moskau reklamierte, dass die Türen an den Wagenenden zu klein seien. Daraufhin wurden die Wagen zur Erprobung nach Nischni Nowgorod und Ufa geliefert. Der dritte Vorserienwagen mit größeren Türen an den Wagenenden wurde im ersten Halbjahr 2010 in Moskau getestet und anschließend nach Perm überführt. Der vierte Wagen ging nach Krasnodar, der fünfte nach Nischnekamsk in Tatarstan. Der erste größere Auftrag kam aus Smolensk. Die Stadt bestellte 19 Wagen anlässlich des 1150. Jahrestags der Stadtgründung.
Die 71-623 wurden in verschiedenen Varianten gebaut. Bis Februar 2023 wurden rund 570 Fahrzeuge fertiggestellt und an mehr als zwanzig russische Nahverkehrsbetriebe ausgeliefert. Die größten Flotten fuhren im Dezember 2022 in Krasnodar (120 Stück), in Magnitogorsk (69 Stück), in Moskau (56 Stück), in Perm (45 Stück), in Novokuznetsk (35 Stück) und in Tscheljabinsk (31 Stück). Einige Fahrzeuge wurden auch exportiert. So wurden vier Wagen für Daugavpils nach Lettland geliefert. 14 Wagen gingen in die Ukraine nach Lwiw (ein Wagen) und Jenakijewe (13 Wagen). Pawlodar in Kasachstan erhielt sieben Wagen.

## Varianten
Folgende Untervarianten wurden gebaut:
- 71-623-00 – Die ersten in Serie gebauten Wagen wurden nach Perm, Smolensk, Chabarowsk, Ufa und Nischni Nowgorod geliefert.
- 71-623-01  – Variante mit breiteren Türen an den Wagenenden und geändertem Getriebe

- 71-623-02 – ab 2011 gebaute Variante mit geänderten Drehgestellen.

- 71-623-03 – ab 2015 gebaute Variante mit Türen auf beiden Seiten. Nur drei statt vier Türen auf der linken Seite
- 71-623-04 – ab 2019 gebaute Variante mit geänderter Inneneinrichtung. Steckdosen zum  Aufladen von USB-Geräten, Klimaanlage für die Fahrgäste. Die Traktionsausrüstung erlaubt bis zu einem Kilometer Fahrt ohne Fahrdraht.

## Technik
Der vierachsige Großraumstraßenbahnwagen wird mit einer Fahrleitungsspannung von 550 Volt betrieben. Der geschweißte Wagenkasten hat vier Türen. Zwei davon sind als Doppeltüren in der Wagenmitte angeordnet, je eine Einfachtür befindet sich am Wagenende und beim Führerstand. Die Drehgestelle sind primär und sekundär gefedert, die Radsätze gummigefedert. Vier Drehstrom-Fahrmotoren TAD-21 treiben die Radsätze über Hohlwellenantriebe mit zweistufigem Stirnradgetriebe an. Das Fahrzeug ist mit einer Mikroprozessorsteuerung ausgerüstet. Dem Fahrer steht ein Display mit Prozesswertanzeige und Diagnosemeldungen zur Verfügung. Die Wagen haben eine elektrische Nutzbremse, die bei zu hoher Fahrleitungsspannung automatisch zu einer Widerstandsbremse wird. Die mechanische Bremse ist als Scheibenbremse ausgeführt. Zusätzlich ist das Fahrzeug mit der bei Straßenbahnen üblichen Magnetschienenbremse ausgerüstet.